# Staurophlebia wayana
Staurophlebia wayana – gatunek ważki z rodziny żagnicowatych (Aeshnidae). Występuje na terenie Ameryki Południowej.